# 伊登鎮區 (內布拉斯加州安蒂洛普縣)
伊登鎮區（英語：Eden Township）是位於美國內布拉斯加州安蒂洛普縣的一個行政鎮區。

## 地方資料
伊登鎮區的面積為93.47平方千米，當中陸地面積為93.36平方千米，而水域面積為0.11平方千米。根據2020年美國人口普查的數據，當地共有人口84人，而人口密度為每平方千米0.9人。